# 안셀무스 칸투아리엔시스

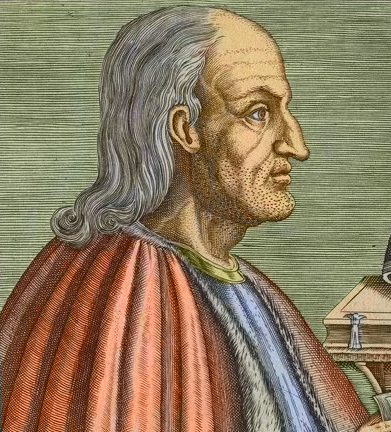
캔터베리의 안셀무스

안셀무스 칸투아리엔시스(라틴어: Anselmus Cantuariensis→캔터베리의 안셀무스, 이탈리아어: Anselmo d'Aosta 안셀모 다오스타[*]→아오스타 출신의 안셀모)는 이탈리아 출신 기독교 신학자이자 철학자로, 1093년~1109년 영국의 캔터베리 대주교를 지냈다. 스콜라 철학의 창시자로서, 신 존재를 대상으로 한 존재론적 신의 존재 논증과 십자군에 공개로 반대한 것으로 유명하다.
안셀무스는 1494년 교황 알렉산데르 6세가 시성했다. 축일은 4월 21일이며, 로마 가톨릭교회와 일부 개신교(성공회, 루터교)에서 이 날을 기념한다. 1720년 교황 클레멘스 11세는 안셀무스를 교회학자로 선포하였다.

## 생애
1033년 혹 1034년에 신성로마제국 부르군트 왕국의 아오스타(현재 이탈리아 북부 피에몬테주)에서 귀족 가문인 아버지 곤돌포(Gondulfo)와 어머니 에르멘베르가(Ermenberga) 사이에서 장남으로 태어났다. 27세에 그는 베크 수도원에서 수사가 되었다.
안셀무스의 일생은 신학자였던 베크 대수도원 시대와, 정치·종교 간의 대립이 심한 환경에서도 교회의 자유와 권리를 배려해서 헌신한 캔터베리 시대로 나뉜다. 안셀무스는 초기에 '이해하기 위하여 나는 믿는다'는 태도에서 <모놀로기움(모놀로그)>, 신의 존재 증명으로 유명한 <프로슬로기움>과 <진리론>을 저술하고 후에는 속죄론으로 유명한 <쿠르 데우스 호모(왜 신은 사람이 되었는가)>를 저술했다.

## 신학·철학 사상
안셀무스는 초기 스콜라 철학자로서 신앙을 전제하고 이성을 추구(fides quaerens intellectum)한 점에서는 교부 아우구스티누스를 스콜라적으로 계승하였다.

### 신의 존재 증명
안셀무스는 저서 《프로스로기온(라틴어: Proslogion)》에서 다음과 같이 신의 존재를 증명하였다.
- 대전제: 신은 그 이상 큰 것이 생각될 수 없는 존재이다.

- 소전제: 그러나 이 이상 큰 것이 생각될 수 없는 것은 정신 안에만이 아니라 정신 밖에도 존재하지 않으면 안 된다.

- 결론: 그러므로 신은 정신 안에만이 아니라 정신 밖에도 존재한다.[1]

### 신앙과 이성
안셀무스는 신앙과 이성의 관계에 대하여 아래와 같이 주장하였다.
| “ | 믿음을 전제하지 않는 것은 오만이며, 이성을 사용하지 않는 것은 태만이다. | ” |

| “ | 신학은 ‘이해를 추구하는 신앙’(fides quaerens intellectum)이다. | ” |

### 속죄 교리
안셈이 기독교 역사에 기여한 또 다른 하나는 그가 교회역사상 최초로 그리스도의 십자가에서의 죽음에 대하여 조직적으로 교리화한 것이었다.

## 저서
- 《모놀로기온(Monologion)》 또는 《독어록(獨語錄)》
- 《프로슬로기온(Proslogion)》 또는 《대어록(對語錄)》
- 《왜 신은 사람이 되었는가(Cur Deus homo)》

### 2차 문헌
- Saint Anselm: a Portrait in a Landscape (Cambridge: Cambridge University Press, 1990)

## 같이 보기
- Fides quaerens intellectum
- 신의 존재 증명
- 프로스로기온